# Böritigin di Ghazna
Böritigin o Böri  (in turco principe lupo) (... – Ghazna, X secolo) è stato un funzionario turco.

## Biografia
È stato un ufficiale turco, successe alla carica di governatore per la dinastia samanide della città di Ghazna dal 975 al 20 aprile 977, tuttavia si rivelò ben presto un pessimo governante, e per questo motivo, dopo essersi inimicato diversi potentati turchi, venne esautorato ed al suo posto venne eletto Sabuktigin con la carica di emiro.